# Electromind
Electromind était un festival annuel estival de musique électronique organisé entre 2005 et 2009 à Montpellier. Il avait lieu à l'espace rock du domaine de Grammont.

## Historique
En 2005, Electromind est le premier festival de musique électronique organisé à Montpellier depuis l'annulation de Boréalis, en août 1999, après le passage d'une petite tornade dans la région.
L'édition 2009, dans la nuit du 1er au 2 août, est marquée par l'arrêt des concerts à la suite d'une pluie et en raison de l'absence d'abris pour les installations électroniques et électriques, suivi par des heurts entre festivaliers, service de sécurité et forces de l'ordre.